# Кровь за кровь
Кровь за кровь е петият студиен албум на Ария. Посветен е на мистиката и свръхестествеността. Изключение прави баладата „Все, что было“, към която е заснет и видеоклип. Текстовете са на Маргарита Пушкина, а музиката на по-голямата част от песните - на Владимир Холстинин и Виталий Дубинин.

## История на създаването
Записите на албума започват през юли 1991. Първоначално песена „Зомби“ има друг текст, но заради фразата в припева „На фиг“, той е сменен. Песента „Не хочешь – не верь мне“ е продължение на „Герой асфальта“ и е посветена на всички загинали в автомобилни катастрофи. През 2002 е записана нейната английска версия "You’d better believe me". През септември 1991 е издаден на грамофонна плоча от Sintez Records в тираж от 40 хиляди копия. Това е и последният албум на Ария, издаден на плоча.

## Списък на песните
- 1. Прощай, Норфолк!
- 2. Зомби
- 3. Антихрист
- 4. Не хочешь – не верь мне
- 5. Кровь за кровь
- 6. Бесы
- 7. Всё, что было
- 8. Следуй за мной!